# Richie Laryea
Richmond „Richie” Mamah Laryea (ur. 7 stycznia 1995 w Toronto) – kanadyjski piłkarz pochodzenia ghańskiego występujący na pozycji prawego lub lewego obrońcy, reprezentant Kanady, od 2024 roku zawodnik Toronto FC.